# Anni 1210 a.C.
Gli anni 1210 a.C. sono il decennio che comprende gli anni dal 1219 a.C. al 1210 a.C. inclusi.

## Eventi
- 1213-1212 a.C. - La Stele di Merenptah segna la prima menzione scritta di Israele.
- 1213 a.C. - Teseo, leggendario re di Atene, è deposto e sostituito da Menesteo, pronipote di Eretteo e secondo cugino di Egeo, padre di Teseo. Menesteo è assistito dai Dioscuri Castore e Polluce di Sparta, che vogliono prendersi la moglie Elena dal suo primo marito Teseo. Quest'ultimo si rifugia a Sciro, di cui Licomede, suo vecchio amico, è re. Licomede, però, considera l'arrivo di Teseo come una minaccia e lo assassina (ciò potrebbe però essere avvenuto dieci anni più tardi, negli anni 1200 a.C.).
- 1213 a.C. - Muore Ramesse II, faraone d'Egitto (data alternativa 1212 a.C.), e gli succede Merenptah, suo secondogenito.
- 1210 a.C. - Ascesa del leggendario Subrata, re Magadha della dinastia Brihadata.

## Personaggi
- Merenptah, quarto faraone della XIX dinastia egizia (1212 a.C.–1202 a.C.)

## Morti
- 1213/1212 a.C. - Ramesse II, faraone d'Egitto.